# Barry Jossen
Barry Jossen (* Februar 1959) ist ein US-amerikanischer Filmproduzent und Produktionsmanager, der 1997 mit einem Oscar ausgezeichnet wurde.

## Biografie
Jossen begann seine Karriere mit Anfang 20 als Produktionsassistent und wirkte später als Produktionsleiter beim Studio Dream Works SKG und als Produzent für Lucasfilm Limited. Als Führungskraft beim Fernsehen überwachte er in dieser Funktion auch die Produktion der Serien Felicity (ab 1998) und 24 (ab 2001) und entwickelte weitere Projekte für das Studio. Bei der erfolgreichen Fernsehserie Sex and the City (ab 1998) saß er mit im Produzentenboot.
Für die American Broadcasting Company (ABC) war er an den Fernsehserien Lost (ab 2004), Desperate Housewives (ab 2004), Army Wives (ab 2007), Cougar Town (ab 2009) sowie an Perception (ab 2012) und Devious Maids – Schmutzige Geheimnisse (ab 2013) sowie Scandal (ab 2012) beteiligt. Auf eine frühe Initiative Jossens geht die Gründung von Disney’s Stage 9 zurück.
Barry Jossen ist Vizepräsident und Leiter der A&E Studios. Er ist dort vor allem mit allen kreativen und geschäftlichen Operationen des Studios beschäftigt. Beteiligt war Jossen auch an der Science-Fiction-Fernsehserie Project Blue Book für den Historykanal von A&E Networks.
Als Produzent war Jossen für diverse Preise nominiert und konnte sowohl den Oscar als auch den CableACE Award erringen. Den Oscar erhielt Jossen 1997 für und mit dem Kurzfilm Dear Diary gemeinsam mit dem Regisseur des Films David Frankel. Der Film thematisiert Tagebucheinträge einer 40-jährigen zweifachen Mutter, die als künstlerische Leiterin für ein New Yorker Magazin arbeitet.

## Filmografie (Auswahl)
– Produzent oder Ausführender Produzent (wenn nicht anders angegeben) –
- 1981: Verfluchter Mist (The Pride of Jesse Hallam, Fernsehfilm; Produktionsassistent)
- 1982: Scheidungskriege (Divorce Wars: A Love Story, Fernsehfilm)
- 1982: Gulag 2 (Fernsehfilm)
- 1984: Goldjagd (Wet Gold, Fernsehfilm)
- 1984: Ellis Island (Fernseh-Miniserie, 3 Folgen)
- 1985: Das Recht zu sterben (Right to Kill?, Fernsehfilm)
- 1985: … und fanden keinen Ausweg mehr (Fernsehfilm; Produktionsmanager)
- 1986: Local 323 (Act of Vegeance, Fernsehfilm)
- 1987: Home Fires (Fernsehfilm)
- 1988: Vietnam War Story (Fernsehserie, 6 Folgen)
- 1989: Vietnam War Story: The Last Days
- 1990: Das Tollhaus (Maniac Mansion, Fernsehserie, Folge Pilot)
- 1992: Partners ’n Love (Fernsehfilm)
- 1994: Willkommen im Leben (My So-Called Life, Fernsehserie, Folge Pilot)
- 1995: Miami Rhapsody – Heiße Nächte in Florida (Miami Rhapsody)
- 1995: Ein Engel für Sam (Dad, the Angel & Me, Fernsehfilm)
- 1996: Ein tierisches Trio (Homeward Bound II: Lost in San Francisco)
- 1996: Dear Diary (Kurzfilm)
- 1998: Sex and the City (Fernsehserie, 11 Folgen)
- 2000: Grapevine (Fernsehserie, 6 Folgen)
- 2007, 2008: Lost: Missing Pieces (Lost, Fernsehserie, 13 Folgen)
- 2015: Point of Honor (Fernsehfilm)
- 2016: Roots (Fernseh-Miniserie, Folge Part 1)
- 2017–2019: Knightfall (Fernsehserie, 10 Folgen)
- 2019: Reprisal (Fernsehserie)
- 2019, 2020: Project Blue Book (Fernsehserie, 20 Folgen)
- 2020: National Parks (Fernsehserie)
- 2022: The Malevolent Bride (Fernsehserie)

## Auszeichnungen
CableACE Awards 1988 und 1989
- Nominierung für den ACE gemeinsam mit Edgar J. Scherick, Michael Barnathan, Gary Hoffman und Ron Wolotzky für und mit dem Film Home Fires in der Kategorie „Bester Fernsehfilm“
- ACE-Gewinner gemeinsam mit Fred Fuchs und Patrick Sheane Duncan für und mit der dramatischen Serie Vietnam War Story

Gemini Awards 1993
- Nominierung für den Gemini gemeinsam mit Jamie Paul Rock, Eugene Levy, Michael Short, Peter Alan Sussman für und mit der Comedyserie Maniac Mansion

Academy Awards, USA 1997
- Oscargewinner gemeinsam mit David Frankel für und mit dem Film Dear Diary in der Kategorie „Bester Kurzfilm“

Primetime Emmy Awards, jeweils Nominierung für den Primetime Emmy
- 1999 gemeinsam mit Darren Star und Michael Patrick King für und mit der komödiantische Serie Sex and the City
- 2008 gemeinsam mit Damon Lindelof und Carlton Cuse für und mit dem Unterhaltungsprogramm Lost: Missing Pieces
- 2016 gemeinsam mit Lawrence Konner, Will Packer, LeVar Burton, Mark Rosenthal, Marc Toberoff, Mark Wolper,  Korin Williams, Ann Kindberg und Alissa M. Kantrow für und mit der Fernsehserie Roots